# HP LaserJet

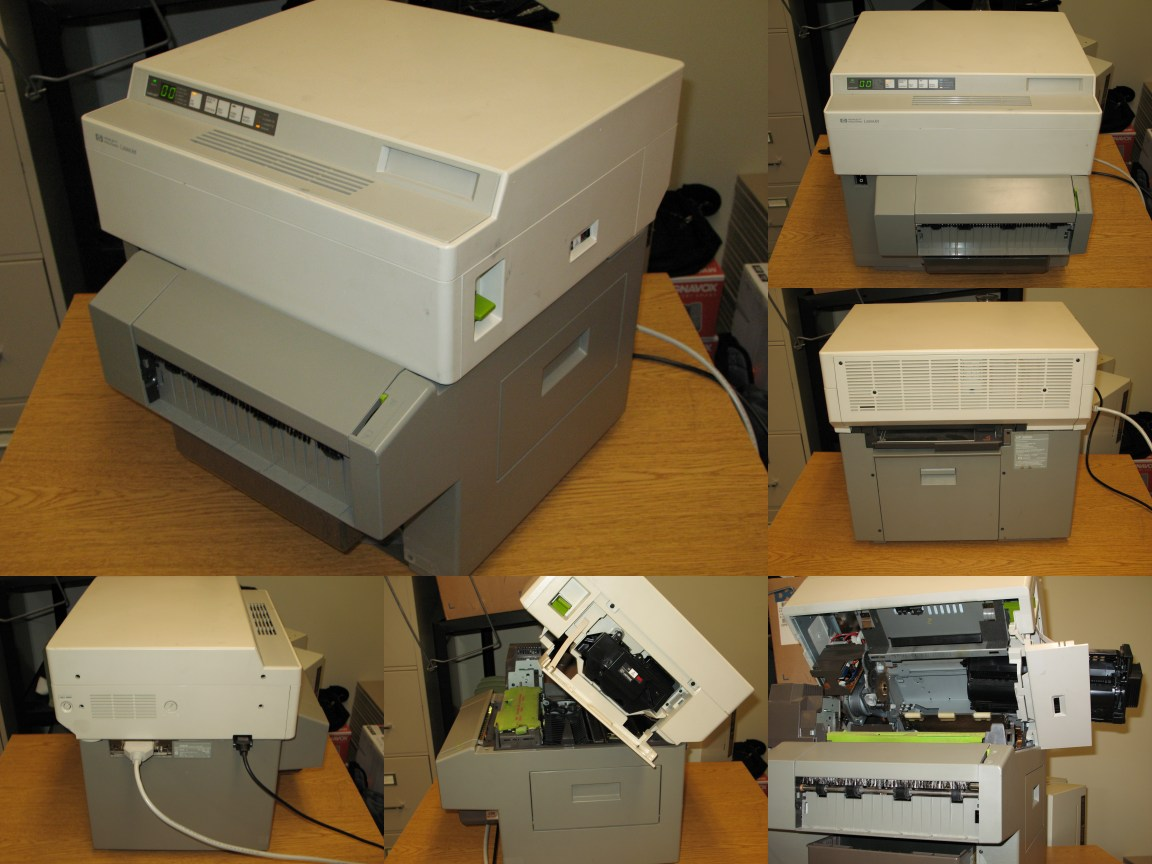
LaserJet 500 Plus（型号 2686D）是早期LaserJet系列中最大的一台打印機

LaserJet是美國惠普公司推出的激光打印機品牌。HP LaserJet是世界上第一台激光打印机。而HP激光打印机的机械装置和墨盒則由佳能提供。
惠普于1984年5月在计算机经销商展览会(COMDEX)上推出了第一台用于IBM PC兼容机的个人电脑激光打印机。